# Vallica
Vallica (korziško A Vallica) je naselje in občina v francoskem departmaju Haute-Corse regije - otoka Korzika. Leta 2006 je naselje imelo 39 prebivalcev.

## Geografija
Kraj leži v severozahodnem delu otoka Korzike znotraj naravnega regijskega parka Korzike, 77 km jugozahodno od središča Bastie.

## Uprava
Občina Vallica skupaj s sosednjimi občinami Algajola, Aregno, Avapessa, Belgodère, Cateri, Costa, Feliceto, Lavatoggio, Mausoléo, Muro, Nessa, Novella, Occhiatana, Olmi-Cappella, Palasca, Pioggiola, Speloncato in Ville-di-Paraso sestavlja kanton Belgodère s sedežem v Belgodèru. Kanton je sestavni del okrožja Calvi.

## Zanimivosti
Vallica je uvršena v varovano območje Naturo 2000.
- cerkev Marijinega rojstva,
- romanski most na sotočju reke Tartagine in njenega pritoka Alzone.